# Lliga Europea de l'EHF masculina
|  | Aquest article és sobre la competició masculina. Per a la competició femenina, vegeu Lliga Europea de l'EHF femenina |

La Lliga Europea de l'EHF (en anglès: EHF European League), coneguda com Copa IHF entre 1981 i 1993, i Copa EHF entre 1993 i 2020, és una competició esportiva de clubs d'handbol europeu, creada el 1981. De caràcter anual, està organitzada per la Federació Europea d'Handbol. És considerada com la segona competició europea més important, després de la Lliga de Campions de l'EHF. Hi participen els equips classificats a través dels seus campionats de lliga o copes nacionals, segons el coeficient de rànquing de l'EHF. Des de la temporada 2012-13, es disputa en dues fases. Una primera, en format lligueta, i una segona, en format d'eliminatòries a doble volta. Els quatres semifinalistes disputen una fase definitiva en format de final a quatre en una seu neutral.
Els dominadors històrics de la competició són els equips alemanys, destacant el Frisch Auf Göppingen, THW Kiel i SC Magdeburg amb quatre títols cadascun. Cal destacar des de la temporada 1996-97 els clubs alemanys han disputat cadascuna de les finals, excepte en dues ocasions (2003, 2014). Durant la dècada del 1990, els equips de l'Estat espanyol guanyaren el torneig en quatre edicions de forma consecutiva, destacant el Club Handbol Granollers amb dos títols (1995 i 1996). Altres equips que l'han guanyat són el Club Balonmano Cantabria (1993), el Balonmano Avidesa Alzira (1994) i el Futbol Club Barcelona (2003).

## Equips participants
La XLI Lliga Europea de l'EHF es disputà al Flens-Arena de Flensburg, del 27 al 28 de maig de 2023. Hi participaren quatre equips:
- Füchse Berlin
- Frisch Auf Göppingen
- Fraikin BM Granollers
- Montpellier HB

## Historial
| En negreta = Equip guanyador (1) = Nombre de campionats 1-1 = Marcador campió-subcampió (prò.) = Pròrroga (p.) = Penals (A.) = Regla dels gols en camp contrari Nota: Noms dels equips segons l'època |

| Edició            | Temp.    | Data                                                       | Campió                                                     | Resultat                                                   | Subcampió                                                  | Seu                                                        | refs          |
| Copa IHF          | Copa IHF | Copa IHF                                                   | Copa IHF                                                   | Copa IHF                                                   | Copa IHF                                                   | Copa IHF                                                   | Copa IHF      |
| ----------------- | -------- | ---------------------------------------------------------- | ---------------------------------------------------------- | ---------------------------------------------------------- | ---------------------------------------------------------- | ---------------------------------------------------------- | ------------- |
| I                 | 1981-82  | 02-05-1982                                                 | VfL Gummersbach (1)                                        | 23-14                                                      | RK Željezničar                                             | Westfalenhallen, Dortmund                                  | [ 3 ]         |
| II                | 1982-83  | N/D                                                        | ZTR Zaporíjia (1)                                          | 20-22 / 23-16                                              | IFK Karlskrona                                             | Karlskrona / Zaporíjia                                     | [ 4 ]         |
| III               | 1983-84  | N/D                                                        | TV Grosswallstadt (1)                                      | 15-16 / 20-19                                              | Gladsaxe/HG                                                | Copenhaguen / Elsenfeld                                    | [ 5 ]         |
| III               | 1984-85  | N/D                                                        | HC Minaur Baia Mare (1)                                    | 22-17 / 18-14                                              | ZTR Zaporíjia                                              | Baia Mare / Zaporíjia                                      | [ 6 ]         |
| IV                | 1985-86  | N/D                                                        | Raba ETO Győr (1)                                          | 23-17 / 24-20                                              | Tecnisa Alacant                                            | Győr / Alacant                                             | [ 6 ]         |
| V                 | 1986-87  | N/D                                                        | Granitas Kaunas (1)                                        | 23-23 / 18-18 (A.)                                         | Atlètic de Madrid                                          | Madrid / Kaunas                                            | [ 7 ] [ 8 ]   |
| VI                | 1987-88  | N/D                                                        | HC Minaur Baia Mare (2)                                    | 21-20 / 23-20                                              | Granitas Kaunas                                            | Kaunas / Baia Mare                                         |               |
| VII               | 1988-89  | N/D                                                        | TuRU Düsseldorf (1)                                        | 17-12 / 15-18                                              | ASK Vorwärts Frankfurt/Oder                                | Düsseldorf / Frankfurt de l'Oder                           |               |
| VIII              | 1989-90  | N/D                                                        | SKIF Krasnodar (1)                                         | 29-13 / 18-15                                              | RK Proleter Zrenjanin                                      | Krasnodar / Zrenjanin                                      |               |
| IX                | 1990-91  | N/D                                                        | Borac Banja Luka (1)                                       | 20-15 / 24-23                                              | CSKA Moscou                                                | Banja Luka / Moscou                                        |               |
| X                 | 1991-92  | N/D                                                        | SG Wallau/Massenheim (1)                                   | 23-25 / 20-22 (A.)                                         | SKA Minsk                                                  | Lübbecke / Frankfurt del Main                              |               |
| XI                | 1992-93  | N/D                                                        | TEKA Santander (1)                                         | 24-20 / 26-20                                              | Bayer Dormagen                                             | Leverkusen / Santander                                     | [ 9 ]         |
| Copa EHF          |          |                                                            |                                                            |                                                            |                                                            |                                                            |               |
| XII               | 1993-94  | N/D                                                        | CBM Alzira Avidesa (1)                                     | 23-19 / 22-21                                              | HC Linz AG                                                 | Alzira / Linz                                              |               |
| XIII              | 1994-95  | N/D                                                        | BM Granollers (1)                                          | 24-26 / 23-21                                              | Lokomotiv Txeliàbinsk                                      | Txeliàbinsk / Granollers                                   | [ 10 ] [ 11 ] |
| XIV               | 1995-96  | N/D                                                        | BM Granollers (2)                                          | 28-18 / 27-28                                              | Xakhtar Akademiya Donetsk                                  | Granollers / Donetsk                                       | [ 12 ] [ 13 ] |
| XV                | 1996-97  | N/D                                                        | SG Flensburg-Handewitt (1)                                 | 25-22 / 30-17                                              | Virum-Sorgenfri HK                                         | Brøndby / Flensburg                                        |               |
| XVI               | 1997-98  | N/D                                                        | THW Kiel (1)                                               | 25-23 / 26-21                                              | SG Flensburg-Handewitt                                     | Flensburg / Kiel                                           |               |
| XVII              | 1998-99  | N/D                                                        | SC Magdeburg (1)                                           | 25-21 / 33-22                                              | BM Valladolid                                              | Valladolid / Magdeburg                                     |               |
| XVIII             | 1999-00  | N/D                                                        | RK Metković (1)                                            | 24-22 / 25-23 (A.)                                         | SG Flensburg-Handewitt                                     | Metković / Flensburg                                       |               |
| XIX               | 2000-01  | N/D                                                        | SC Magdeburg (2)                                           | 23-22 / 18-28                                              | RK Metković                                                | Magdeburg / Metković                                       |               |
| XX                | 2001-02  | N/D                                                        | THW Kiel (2)                                               | 36-29 / 28-24                                              | FC Barcelona                                               | Kiel / Barcelona                                           |               |
| XXI               | 2002-03  | N/D                                                        | FC Barcelona (1)                                           | 23-35 / 33-26                                              | Dinamo Astrachan                                           | Astracan / Barcelona                                       |               |
| XXII              | 2003-04  | N/D                                                        | THW Kiel (3)                                               | 28-32 / 27-19                                              | BM Altea                                                   | Altea / Kiel                                               |               |
| XXIII             | 2004-05  | N/D                                                        | TuSEM Essen (1)                                            | 30-22 / 31-22                                              | SC Magdeburg                                               | Magdeburg / Oberhausen                                     |               |
| XXIV              | 2005-06  | N/D                                                        | TBV Lemgo (1)                                              | 29-30 / 25-22                                              | Frisch Auf Göppingen                                       | Göppingen / Lemgo                                          |               |
| XXV               | 2006-07  | N/D                                                        | SC Magdeburg (3)                                           | 30-30 / 31-28                                              | CAI BM Aragón                                              | Saragossa / Magdeburg                                      |               |
| XXVI              | 2007-08  | N/D                                                        | HSG Nordhorn (1)                                           | 31-27 / 29-30                                              | FCK Handball                                               | Final a doble partit                                       |               |
| XXVII             | 2008-09  | N/D                                                        | VfL Gummersbach (2)                                        | 28-29 / 26-22                                              | RK Velenje                                                 | Velenje / Colònia                                          |               |
| XXVIII            | 2009-10  | N/D                                                        | TBV Lemgo (2)                                              | 24-18 / 28-30                                              | Kadetten Schaffhausen                                      | Lemgo / Schaffhausen                                       |               |
| XXIX              | 2010-11  | N/D                                                        | Frisch Auf Göppingen (1)                                   | 23-21 / 26-30                                              | TV Großwallstadt                                           | Göppingen / Elsenfeld                                      |               |
| XXX               | 2011-12  | N/D                                                        | Frisch Auf Göppingen (2)                                   | 26-26 / 34-28                                              | Dunkerque HBGL                                             | Dunkerque/ Göppingen                                       |               |
| XXXI              | 2012-13  | 19-05-2013                                                 | Rhein-Neckar Löwen (1)                                     | 26-24                                                      | HBC Nantes                                                 | Palau d'Esports de Beaulieu, Nantes                        |               |
| XXXII             | 2013-14  | 18-05-2014                                                 | Pick Szeged (1)                                            | 29-28                                                      | Montpellier AHB                                            | Max-Schmeling-Halle, Berlín                                |               |
| XXXIII            | 2014-15  | 17-05-2015                                                 | Füchse Berlin (1)                                          | 29-28                                                      | HSV Hamburg                                                | Max-Schmeling-Halle, Berlín                                |               |
| XXXIV             | 2015-16  | 15-05-2016                                                 | Frisch Auf Göppingen (3)                                   | 32-26                                                      | HBC Nantes                                                 | Salle de la Trocardière, Nantes                            |               |
| XXXV              | 2016-17  | 21-05-2017                                                 | Frisch Auf Göppingen (4)                                   | 30-22                                                      | Füchse Berlin                                              | EWS Arena, Göppingen                                       |               |
| XXXVI             | 2017-18  | 20-05-2018                                                 | Füchse Berlin (2)                                          | 28-25                                                      | Saint-Raphaël VHB                                          | GETEC Arena, Magdeburg                                     |               |
| XXXVII            | 2018-19  | 18-05-2019                                                 | THW Kiel (1)                                               | 26-22                                                      | Füchse Berlin                                              | Sparkassen-Arena, Kiel                                     |               |
| XXXVIII           | 2019-20  | Edició cancel·lada pel risc públic de contagi del COVID-19 | Edició cancel·lada pel risc públic de contagi del COVID-19 | Edició cancel·lada pel risc públic de contagi del COVID-19 | Edició cancel·lada pel risc públic de contagi del COVID-19 | Edició cancel·lada pel risc públic de contagi del COVID-19 |               |
| Lliga Europea EHF |          |                                                            |                                                            |                                                            |                                                            |                                                            |               |
| XXXIX             | 2020-21  | 23-05-2021                                                 | SC Magdeburg (4)                                           | 28-25                                                      | Füchse Berlin                                              | SAP Arena, Mannheim                                        |               |
| XL                | 2021-22  | 29-05-2022                                                 | SL Benfica (1)                                             | 40-39 (prò.)                                               | SC Magdeburg                                               | Altice Arena, Lisboa                                       |               |
| XLI               | 2022-23  | 28-05-2023                                                 | Füchse Berlin (3)                                          | 36-31                                                      | Fraikin BM Granollers                                      | Flens-Arena, Flensburg                                     | [ 14 ]        |

## Palmarès
| Equip                         | Campió | Subcampió | Finals | Anys campió                        | Anys subcampió            |
| ----------------------------- | ------ | --------- | ------ | ---------------------------------- | ------------------------- |
| Sportclub Magdeburg           | 4      | 2         | 6      | 1998-99, 2000-01, 2006-07, 2020-21 | 2004-05, 2021-22          |
| Frisch Auf Göppingen          | 4      | 1         | 5      | 2010-11, 2011-12, 2015-16, 2016-17 | 2005-06                   |
| THW Kiel                      | 4      | 0         | 4      | 1997-98, 2001-02, 2003-04, 2018-19 | ―                         |
| Füchse Berlin                 | 3      | 3         | 6      | 2014-15, 2017-18, 2022-23          | 2016-17, 2018-19, 2020-21 |
| Club Balonmano Granollers     | 2      | 1         | 3      | 1994-95, 1995-96                   | 2022-23                   |
| Club Sportiv Minaur Baia Mare | 2      | 0         | 2      | 1984-85, 1987-88                   | ―                         |
| VfL Gummersbach               | 2      | 0         | 2      | 1981-82, 2008-09                   | ―                         |
| TBV Lemgo                     | 2      | 0         | 2      | 2005-06, 2009-10                   | ―                         |
| SG Flensburg-Handewitt        | 1      | 2         | 3      | 1996-97                            | 1997-98, 1999-00          |
| ZTR Zaporizhzhia              | 1      | 1         | 2      | 1982-83                            | 1984-85                   |
| Granitas Kaunas               | 1      | 1         | 2      | 1986-87                            | 1987-88                   |
| Rukometni klub Metković       | 1      | 1         | 2      | 1999-00                            | 2000-01                   |
| Futbol Club Barcelona         | 1      | 1         | 2      | 2002-03                            | 2001-02                   |
| TV Großwallstadt              | 1      | 1         | 2      | 1983-84                            | 2010-11                   |
| Győri ETO FC                  | 1      | 0         | 1      | 1985-86                            | ―                         |
| TuRU Düsseldorf               | 1      | 0         | 1      | 1988-89                            | —                         |
| SKIF Krasnodar                | 1      | 0         | 1      | 1989-90                            | —                         |
| Borac Banja Luka              | 1      | 0         | 1      | 1990-91                            | —                         |
| SG Wallau Massenheim          | 1      | 0         | 1      | 1991-92                            | —                         |
| Club Balonmano Cantabria      | 1      | 0         | 1      | 1992-93                            | —                         |
| Balonmano Avidesa Alzira      | 1      | 0         | 1      | 1993-94                            | —                         |
| TuSEM Essen                   | 1      | 0         | 1      | 2004-05                            | —                         |
| HSG Nordhorn                  | 1      | 0         | 1      | 2007-08                            | —                         |
| Rhein-Neckar Löwen            | 1      | 0         | 1      | 2012-13                            | —                         |
| SC Pick Szeged                | 1      | 0         | 1      | 2013-14                            | —                         |
| SL Benfica                    | 1      | 0         | 1      | 2021-22                            | —                         |